# Piotr Chŏng Wŏn-ji
Piotr Chŏng Wŏn-ji (ko. 정원지 베드로) (ur. 1845 w Jinjam w Korei, zm. 13 grudnia 1866 w Jeonju) – koreański święty Kościoła katolickiego, męczennik.
Piotr Chŏng Wŏn-ji urodził się w bardzo pobożnej rodzinie katolickiej (był synem innego męczennika). W 1866 roku rozpoczęły się w Korei prześladowania katolików. Grupa policji przybyła do wioski, w której mieszkał. Udało mu się uciec w góry, ale już następnego dnia został schwytany. Torturowano go, by wyrzekł się wiary, ale Piotr Chŏng Wŏn-ji pozostał nieugięty. Został ścięty 13 grudnia 1866 roku w Supjong-i razem z pięcioma innymi katolikami (Bartłomiejem Chŏng Mun-ho, Piotrem Cho Hwa-sŏ, Piotrem Son Sŏn-ji, Piotrem Yi Myŏng-sŏ i Józefem Han Wŏn-sŏ).
Dniem jego wspomnienia jest 20 września (w grupie 103 męczenników koreańskich).
Beatyfikowany 6 października 1968 roku przez Pawła VI, kanonizowany 6 maja 1984 roku przez Jana Pawła II w grupie 103 męczenników koreańskich.